# Gazela rezavočelá
Gazela rezavočelá (Eudorcas rufifrons) je druh gazely, který obývá široké území střední Afriky od Senegalu až k severovýchodní Etiopii. Nejvíce jedinců se vyskytuje v oblasti Sahelu, kde vyhledávají vyprahlé pastviny, zalesněné savany a keřové stepi. Většinou žije ve stádech.